# Rắn hổ mang Ai Cập
Rắn hổ mang Ai Cập (danh pháp hai phần: Naja haje) là một loài rắn hổ mang phân bố tại châu Phi. Đây là một trong những loài rắn hổ mang bản địa lớn nhất châu Phi, lớn thứ nhì chỉ sau loài rắn hổ mang rừng rậm (Naja melanoleuca).

## Hình ảnh

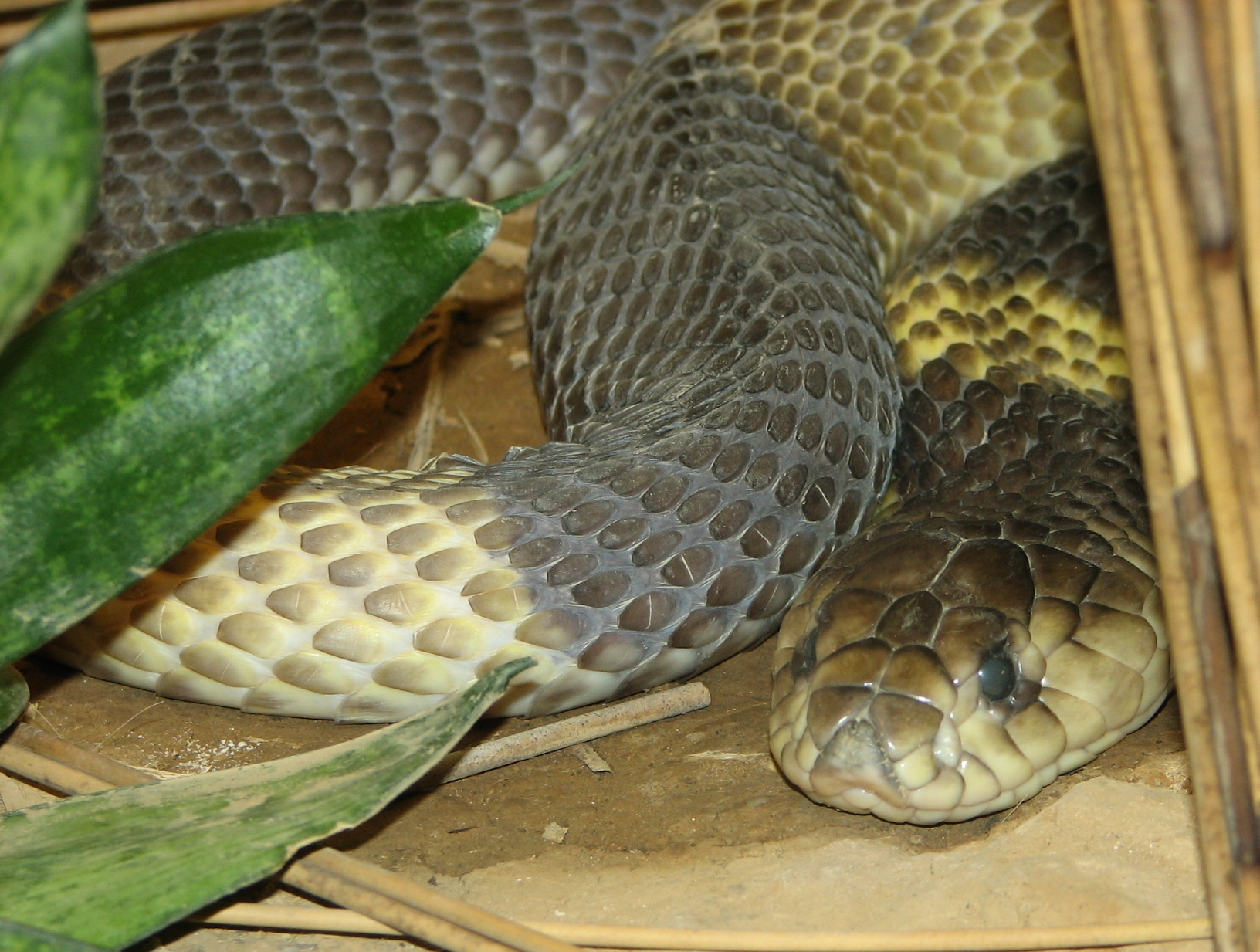
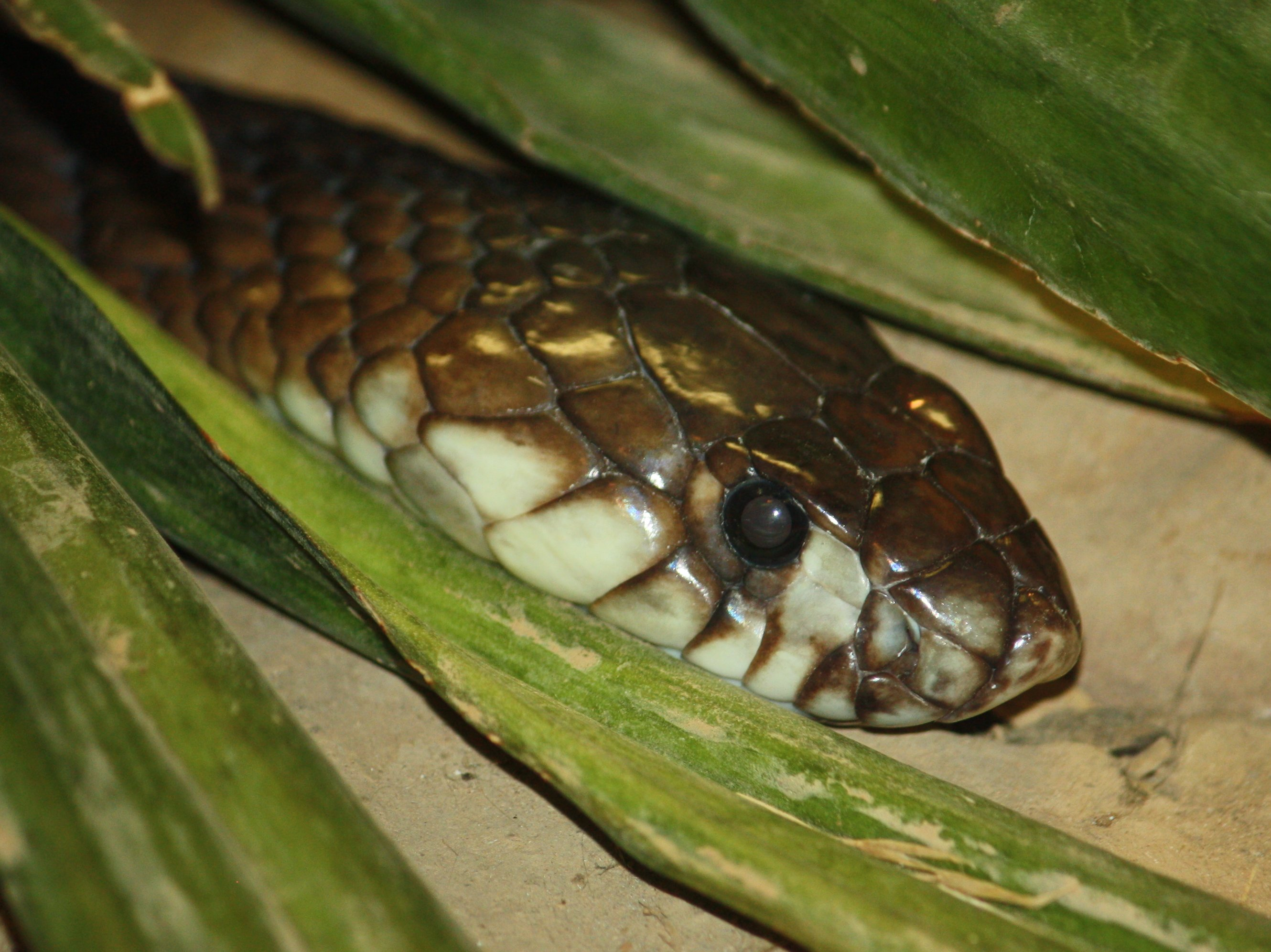
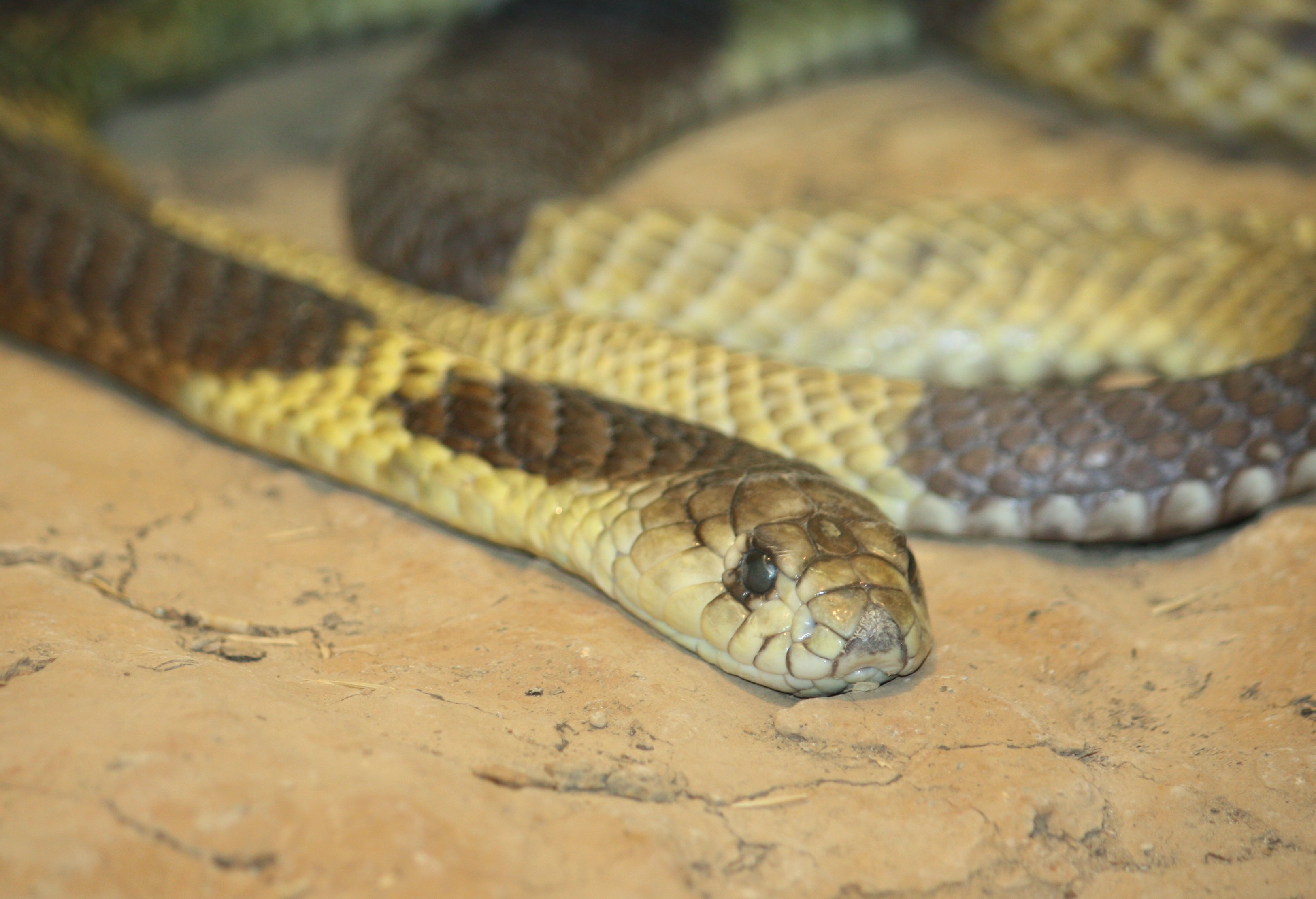
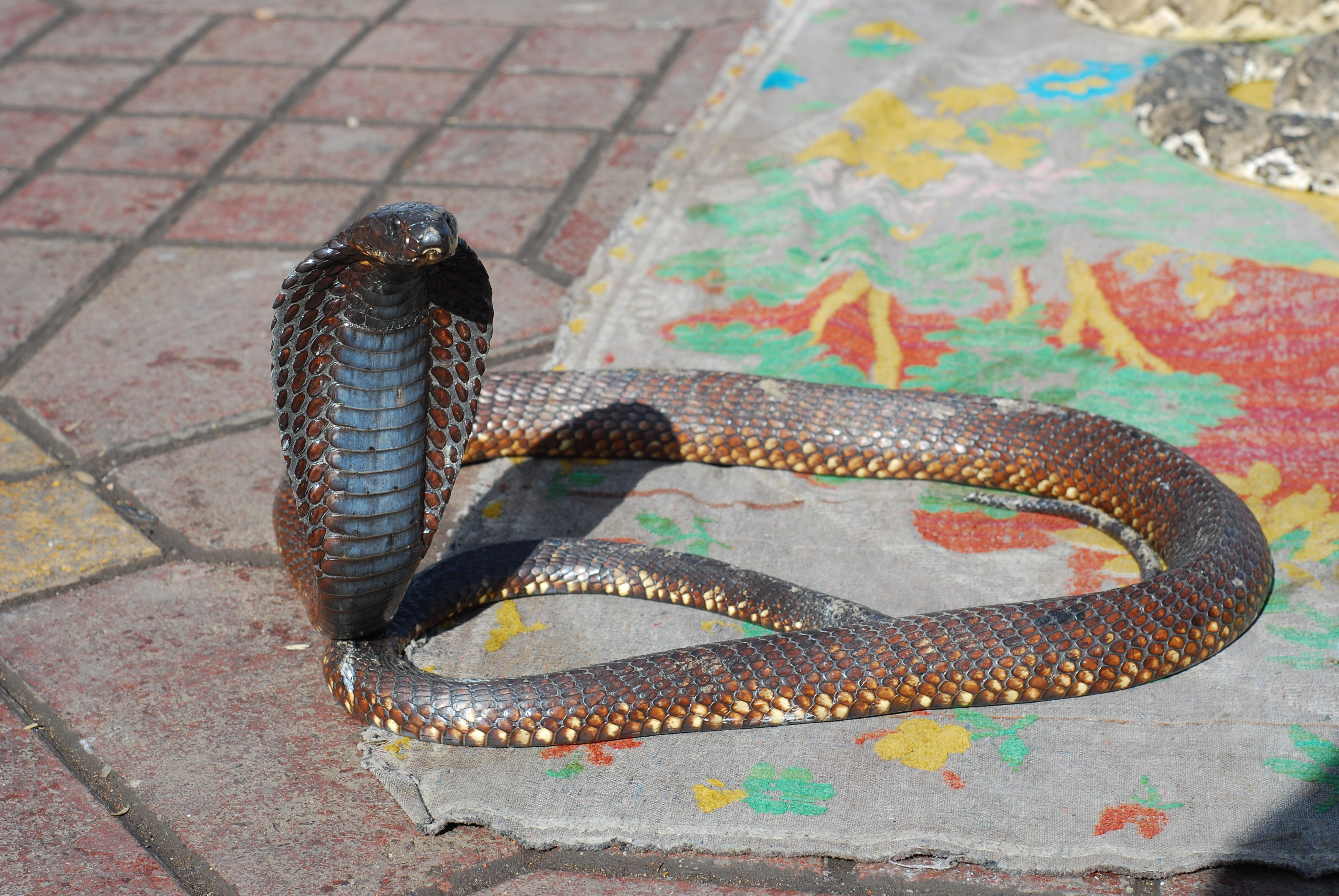